# Alexa Reyna
Pour les articles homonymes, voir Reyna.
Alexa Reyna, née le 25 octobre 2005, est une nageuse française, spécialiste des épreuves de nage libre.

## Carrière
Alexa Reyna est la fille d'une mère française et d'un père venant des États-Unis. Elle possède la double nationalité francaise et États-Unis.
Elle est sacrée championne de France du 800 mètres nage libre aux Championnats de France de natation 2022 à Limoges.
En 2022, elle décroche deux médailles d'argent aux championnats d'Europe juniors sur 800 m et 1500 m nage libre.
En 2023, elle annonce qu'elle rejoint le club Arizona state.